# بول هيرموسو
بول هيرموسو تورني (من مواليد 4 مايو 1995) هو ممثل إسباني.

## سيرة شخصية
ولد هيرموسو في برشلونة في 4 مايو 1995. بدأ حياته المهنية في الرواية الكتالونية حيث شارك في مسلسلات مثل لا ساجرادا فاميليا أو ميرلي. في عام 2016، شارك في أول فيلم روائي طويل له على يد مانويلا بورلو مورينو في رومبوس. كما شارك في فيلم إيزابيل كويكسيت وقت المشروع. في عام 2021، انضم إلى فريق الممثلين الرئيسيين لمسلسل ألبا، وهو نسخة من المسلسل التركي ما ذنب فاطمة جول؟.

## روابط خارجية
- بول هيرموسو في قاعدة بيانات الأفلام على الإنترنت
- بول هيرموسو على إنستغرام